# Vojtěch Nipl
Vojtěch Nipl (né le 14 janvier 1993) est un coureur cycliste tchèque spécialisé dans la pratique du cyclo-cross, membre de l'équipe Focus Cycling Znojmo.

## Palmarès
- 2009-2010
  -  Champion de République tchèque de cyclo-cross juniors
- 2010-2011
  - Cyclo-cross juniors de Faè di Oderzo
  - 2e du championnat de République tchèque de cyclo-cross juniors
- 2012-2013
  - Cyclo-cross de Lorsch
  - 3e du championnat de République tchèque de cyclo-cross
- 2013-2014
  - Toi Toi Cup #4, Holé Vrchy
- 2014-2015
  - Toi Toi Cup #5, Holé Vrchy
  - 2e du championnat de République tchèque de cyclo-cross